# Syneura williamsi
Syneura williamsi är en tvåvingeart som beskrevs av Borgmeier 1971. Syneura williamsi ingår i släktet Syneura och familjen puckelflugor. Inga underarter finns listade i Catalogue of Life.